# Radioprotection

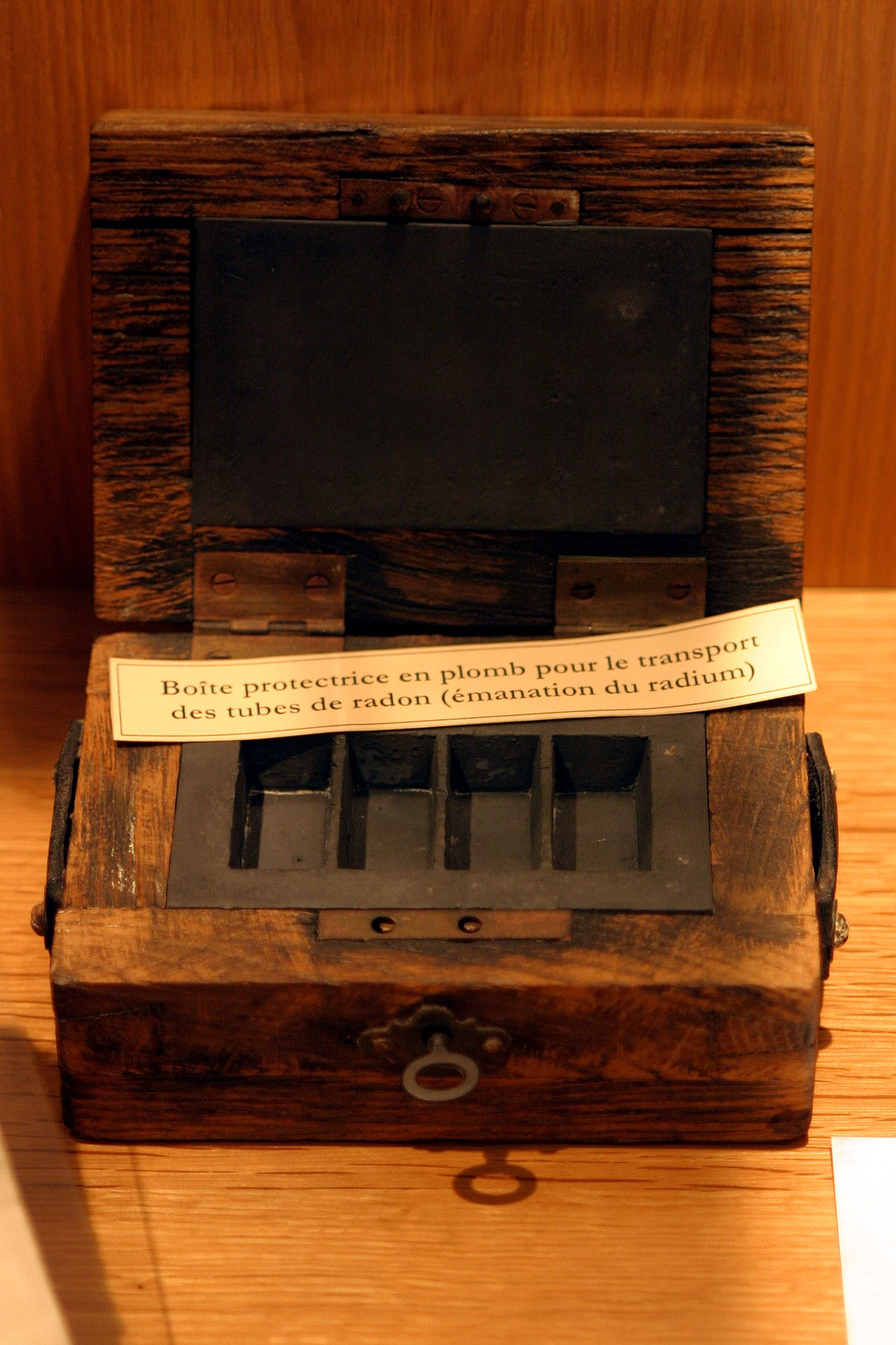
Boîte en bois et en plomb pour le transport d'échantillons de radium. Début du XXe siècle, Musée Curie.

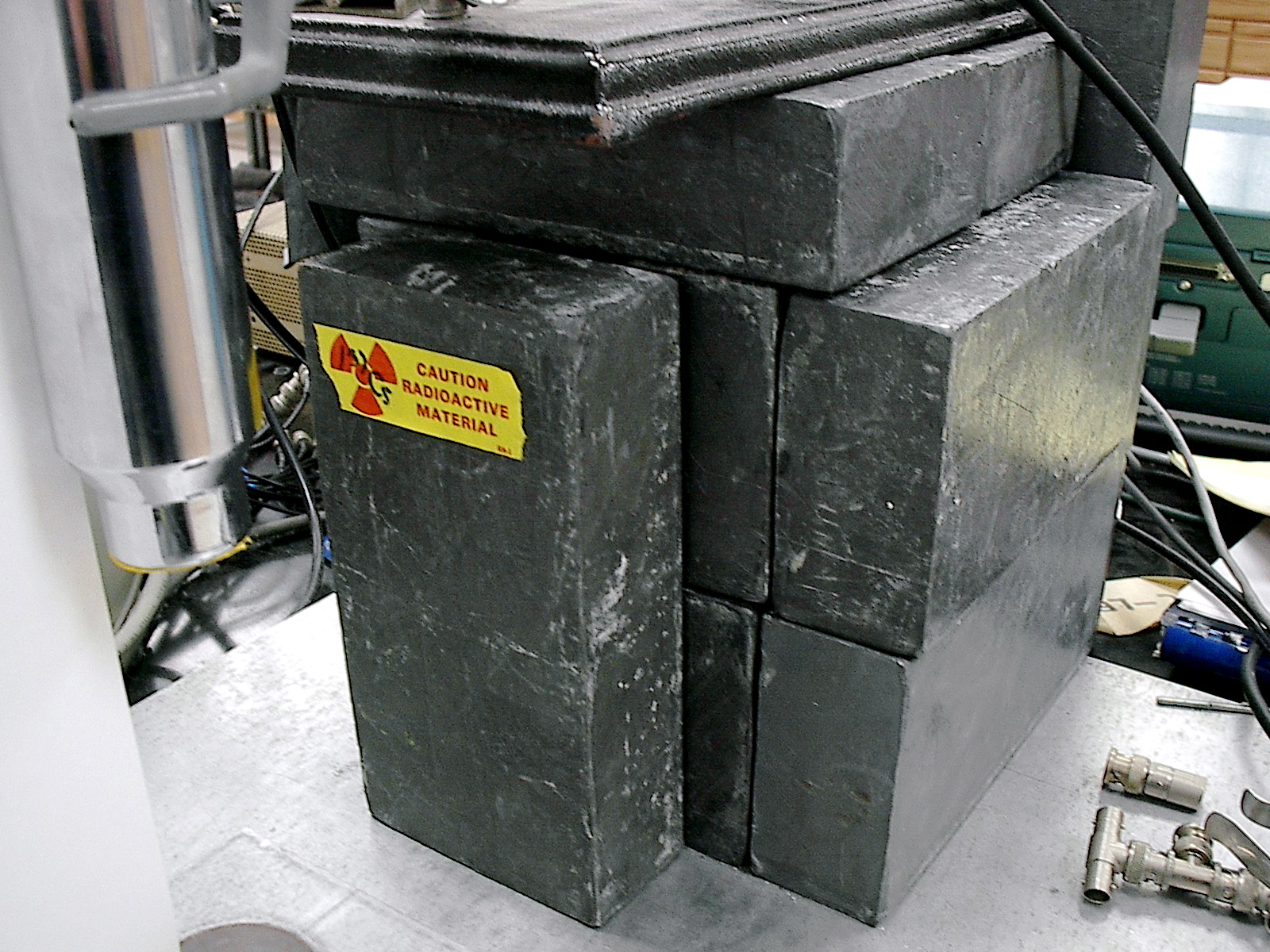
Assemblage de briques de plomb protégeant l'environnement du rayonnement émis par une source radioactive

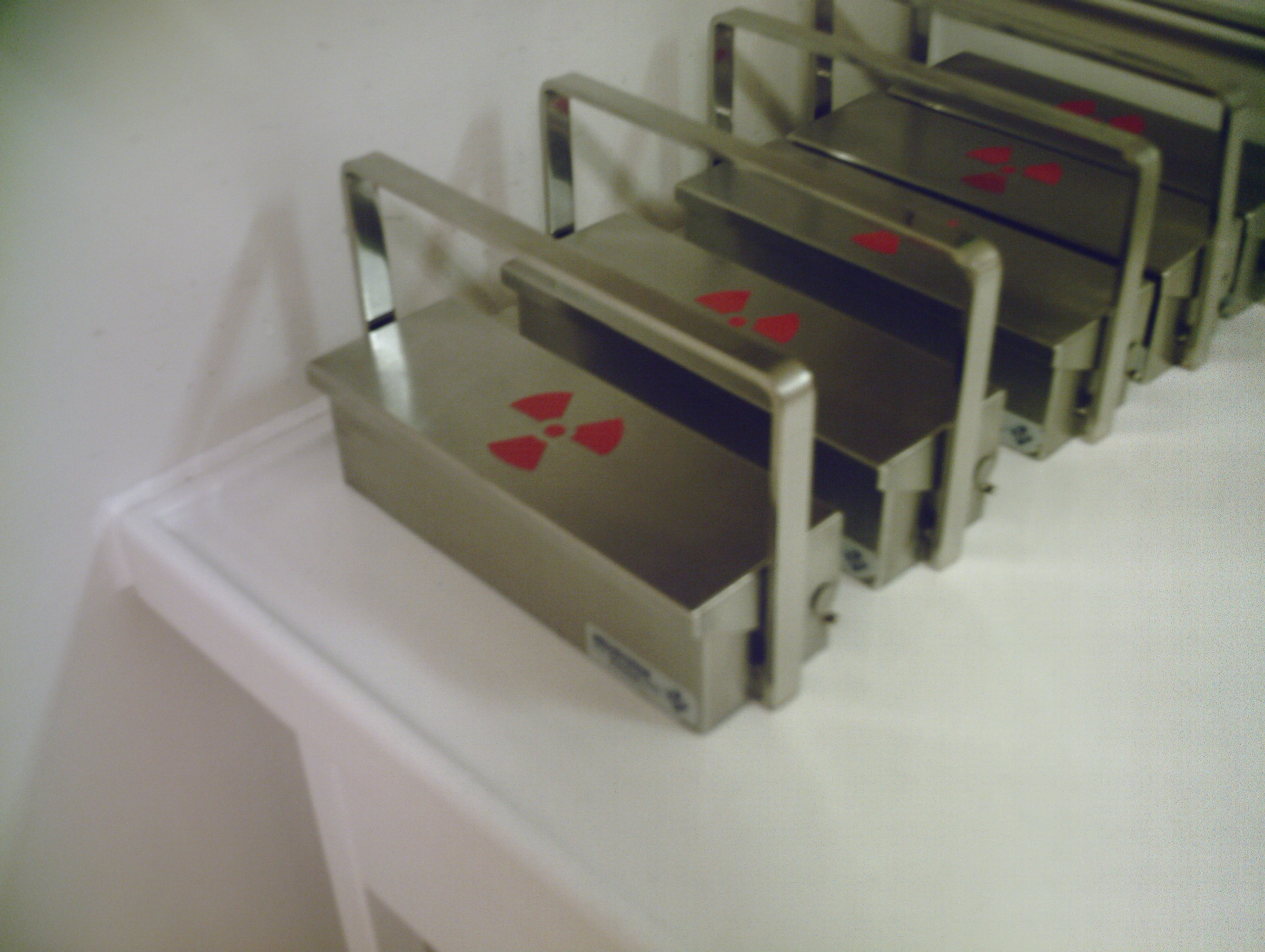
Conteneur en plomb pour le transport des seringues de technétium 99m en service de médecine nucléaire au XXIe siècle

La radioprotection est, en mécanique quantique ou physique atomique et nucléaire, l'ensemble des mesures prises pour assurer la protection de l'être humain et de son environnement contre les effets néfastes des rayonnements ionisants.

## Principes
Le principe général de précaution "ALARA", As Low As Reasonably Achievable, signifiant en français « aussi bas que raisonnablement possible », est applicable au risque d'exposition aux rayonnements ionisants.
De ce principe en découlent trois autres grands principes qui sont :
- la justification : les sources de rayonnements ionisants ne doivent pas être utilisées s'il existe d'autres alternatives moins risquées (par exemple, pas de radiographie si des résultats similaires sont obtenus avec une échographie). De plus, les sources radioactives sont maintenant strictement interdites dans les produits de la vie courante (mais certains anciens détecteurs de fumée, certains anciens paratonnerres, peuvent en contenir).
Dans le cas des analyses médicales, c'est au médecin de faire le compromis afin que le bénéfice que le patient retire de l'examen soit supérieur au risque radiologique ;
- l'optimisation des expositions à ces rayonnements au niveau le plus faible possible ;
- la limitation. Il existe des limites annuelles d'exposition à ne pas dépasser : elles sont les plus basses possible, afin d'éviter l'apparition d'effets stochastiques. Chaque pays définit des limites réglementaires en fonction des recommandations de la Commission internationale de protection radiologique (CIPR). Ces limites sont valables pour le grand public et les travailleurs, mais pas pour les patients.

## Effets biologiques , l'environnement , radioprotection
Compte tenu de leur énergie, les rayonnements ionisants ont un effet néfaste sur les cellules vivantes et particulièrement sur l'ADN.
Les rayonnements peuvent ainsi induire des modifications ou ruptures de la chaîne d'ADN, réparables ou non.
Les effets ainsi produits peuvent être :
- stochastiques (aléatoire) pour des faibles doses d'irradiation et dans le cas où la cellule a réussi à se réparer mais de manière incomplète, entraînant ainsi des modifications de sa fonction ;
- déterministes pour des doses plus fortes, entraînant la mort de nombreuses cellules et causant des symptômes allant de la dépilation à la mort.

## Dose et expositions
Les sources d'expositions aux rayonnements ionisants peuvent être de deux natures :
- l'exposition externe engendrée par une source de rayonnements ionisants située hors du corps ;
- l'exposition interne engendrée par l'incorporation de radionucléides dans l'organisme.

Il y a des différences majeures entre ces deux types d'exposition :
- il est possible de se soustraire aux effets néfastes des expositions externes en s'éloignant de la source tandis que cela n'est pas possible en cas d'exposition interne ;
- l'exposition interne suppose une incorporation de radionucléides, et la personne devient alors une source d'exposition externe pour ses voisins (voire de contamination) ;
- les rayonnements α sont trop peu pénétrants pour être dangereux en exposition externe, alors qu'ils sont particulièrement radiotoxiques en exposition interne (20 fois plus radiotoxiques que les rayonnements β ou γ pour la même énergie délivrée).

Relation entre dose absorbée, dose équivalente et dose efficace (CIPR)

La dose efficace est calculée en prenant en compte ces deux composantes de l'exposition.
| Origine de l'exposition           | Dose efficace annuelle moyenne en France |
| --------------------------------- | ---------------------------------------- |
| Radon                             | 1,2 à 1,8 mSv                            |
| Rayonnement cosmique              | 0,3 mSv                                  |
| Rayonnement tellurique            | 0,5 mSv                                  |
| Total exposition naturelle        | 2 à 2,5 mSv                              |
| Total exposition médicale en 2002 | 0,66 à 0,83 mSv                          |

Les doses mentionnées dans le tableau pour l'exposition des populations françaises sont moyennes. Concernant l'exposition d'origine naturelle, les variations selon les régions de France et selon les modes de vie sont importantes. De même, le nombre d'actes médicaux « dosant » effectués dans l'année peut très largement varier d'un individu à un autre (de nombreuses personnes n'ont pas eu d'exposition médicale en 2002).

### Dose externe

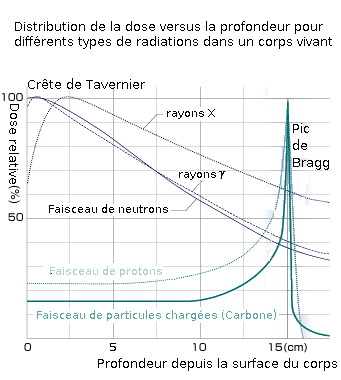
Illustration de la Crête de Tavernier, phénomène qu'il découvrit en 1948 et qui se caractérise par l'accroissement de la dose d'irradiation de certains rayonnements dans l'organisme avant sa décroissance exponentielle

La dose externe est engendrée par différents types d’exposition :
- exposition naturelle : elle est principalement causée par les rayonnements cosmique et tellurique ;
- exposition artificielle : elle est principalement médicale (radiographie, scanner, radiothérapie) ;
- exposition professionnelle : sources scellées, générateurs de rayon x et réacteurs ;
- exposition accidentelle.

La dose d'irradiation a essentiellement une décroissance exponentielle dans l'organisme en fonction de la profondeur après un passage par un maximum appelé Crête de Tavernier du nom du physicien belge Guy Tavernier qui découvrit le phénomène en 1948. Cette allure de courbe est semblable pour les faisceaux de photons et de neutrons et les rayons X et Gamma.
Dans le cas d’un accident, la dose peut être évaluée avec des codes de calcul qui prennent en compte l'activité de la source, la distance, les écrans et les réflecteurs.
L’utilisation de la dosimétrie biologique est également efficace pour reconstituer la dose dans ce cas. Elle est effectuée par un prélèvement sanguin (lymphocyte) et le recensement d’anomalies chromosomiques.
Les travailleurs pouvant être soumis à des rayonnements ionisants lors de leur activité (industries nucléaires, médecins, radiologues…) portent un dosimètre (dosimètre électronique et/ou dosimètre à lecture différée) qui mesure la quantité de rayonnements auxquels ils ont été soumis. Ces dispositifs permettent de s’assurer que la personne n’a pas reçu une dose supérieure à la norme tolérée ou d’en mesurer l’importance.
En 2002, ce suivi dosimétrique réglementaire concernait 253 000 travailleurs exposés aux rayonnements ionisants, dont 111 000 personnes dans le secteur médical (le premier concerné, devant le secteur nucléaire).

### Dose interne
La dose interne est engendrée par l'incorporation de radionucléides dans l'organisme.
Comme la dose externe elle peut être la conséquence de différentes expositions :
- exposition naturelle : principalement par inhalation de radon, ingestion de potassium 40  et carbone 14 ;
- exposition artificielle : exposition médicale lors d'injection de composés radiopharmaceutiques (scintigraphie ...) ;
- exposition professionnelle : source non scellées ;
- exposition accidentelle.

Si l'exposition n'est pas chronique, la concentration en radionucléides présents dans l'organisme va diminuer avec le temps. La dose n'est donc pas immédiate mais répartie sur plusieurs mois ou années. On parle alors de « dose engagée » : la dose intégrée sur la vie de l'individu (soit sur 50 ans pour un adulte et sur 70 ans pour un enfant).
Les radionucléides vont décroître selon deux phénomènes :
- la décroissance radioactive : phénomène physique correspondant à la désintégration des noyaux radioactifs et caractérisé par la période radioactive, Tr (temps nécessaire à la désintégration de la moitié des noyaux) ;
- la décroissance biologique, phénomène biologique correspondant à l'élimination des atomes ou molécules par l'organisme et caractérisé par la période biologique, Tb (temps nécessaire à l'élimination de la moitié de la radioactivité).

Pour prendre en compte la décroissance globale des radionucléides dans l'organisme, on utilise la notion de période effective :
{\displaystyle T_{e}={\dfrac {T_{b}*T_{r}}{T_{b}+T_{r}}}}
L'élimination des radionucléides de l'organisme ne s'effectue pas de façon linéaire. Elle suit une fonction d'excrétion (ou de rétention si on considère l'évolution de l'activité encore présente dans l'organisme).
Ces fonctions mathématiques dépendent principalement des radionucléides (pour la décroissance radioactive) et de leur forme physico-chimique (pour la décroissance biologique). Le mode d'exposition (chronique ou aiguë) et la voie d'entrée (inhalation ou ingestion) peuvent venir également perturber cette élimination.

## Règles de protection opérationnelle
Pour l'utilisateur, il existe quatre règles fondamentales de protection contre les sources de rayonnements externes : la Distance, l'Activité, le Temps et les Écrans (moyen mnémotechnique : « D.A.T.E. »).

### Distance
S’éloigner de la source de rayonnements.
En effet, dans le cas de rayonnement qui s'atténuent peu dans l'air, la dose reçue par une source ponctuelle diminue selon l'inverse du carré de la distance (cette relation est valable dans tous les milieux isotropes ainsi que dans le vide) :
{\displaystyle D_{d_{1}}={\frac {D_{d_{0}}}{({\tfrac {d_{1}}{d_{0}}})^{2}}}}

### Activité
Réduire l'activité de la source, par exemple :
- diminuer les quantités de matière radioactive engagées, dans le cadre d'une décontamination par exemple ;
- diluer les gaz radioactifs. Dans les mines d’uranium souterraines, la ventilation permet de maintenir une faible concentration de radon dans l’air que respirent les mineurs ;
- attendre la décroissance radioactive des éléments. Par exemple, les installations nucléaires ne sont pas démantelées aussitôt leur arrêt, de façon à permettre une diminution de l’activité des zones concernées.

### Temps
Minimiser la durée de l’exposition aux rayonnements.

### Écran
Dans le cas d'une exposition externe, il est possible d'utiliser des écrans de protection entre la source et les personnes. Ces écrans sont choisis en fonction des caractéristiques des rayonnements ionisants émis (par exemple : des murs de béton, des parois en plomb et des verres spéciaux chargés en plomb pour les rayonnements électromagnétiques : gamma et X).
Le rayonnement alpha peut être arrêté par une simple feuille de papier.
Le rayonnement bêta doit être arrêté par des écrans dont les atomes qui le constituent ont un faible numéro atomique afin de ne pas favoriser l'émission de rayonnement de freinage. Quelques millimètres d'aluminium permettent d'arrêter ce rayonnement, le laiton et le plexiglas permettent également d'arrêter ce rayonnement, quelques mètres d'air permettent également de l'arrêter.
Pour le rayonnement électromagnétique, il est atténué et non arrêté par les écrans. On utilise les notions d'« épaisseur demi » (ou couche de demi atténuation : CDA) et d'« épaisseur dixième ». Elles correspondent aux épaisseurs permettant de réduire la dose efficace, respectivement d'un facteur deux et d'un facteur dix. Ces valeurs sont étroitement liées au coefficient d'atténuation linéique (ou coefficient massique d'atténuation), µ (en cm-1), lui-même dépendant du numéro atomique de l'élément utilisé comme écran.
On estime qu'à partir de 10 CDA (qui laissera donc passer un photon sur 1024), si la source n'est pas trop forte, le nombre de rayonnement restant est négligeable. Il faut donc plusieurs CDA afin d'arrêter un maximum de rayons incidents.

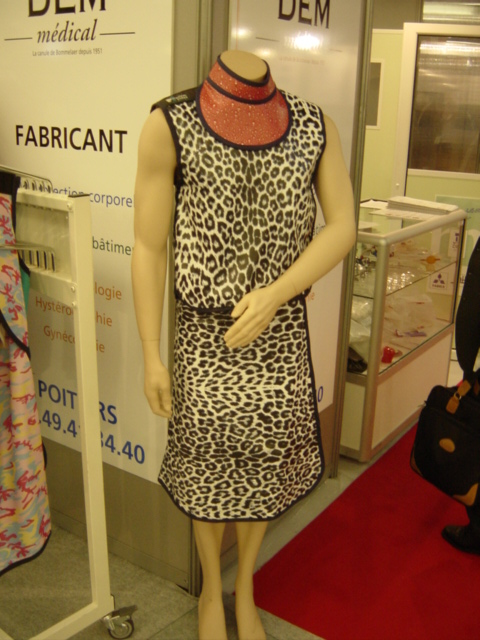
Le tablier avec son cache-thyroïde.

Le tablier de plomb existe selon plusieurs épaisseurs de plomb. En toute logique, un tablier de 0,5 mm de plomb arrêtera plus de rayons incidents qu'un tablier de 0,25 mm de plomb. Mais cela dépend évidemment de l'énergie des rayons incidents car un tablier de 0,25 mm de plomb suffira amplement à arrêter des rayons de basse énergie (tel que 40 keV) et cela est moins lourd sur les épaules. Toutefois, le tablier devient inefficace aux hautes énergies (> 100 keV) car il ne permet plus d'arrêter les rayonnements de manière significative. Il ne convient pas non plus pour le rayonnement de particules chargées (béta …) à cause du rayonnement de freinage qui peut être induit.
Il existe aussi des gants de protection aux radiations, dont l'efficacité varie avec le type de source manipulée.
Pour la contamination interne, il n'y a pas d'écran à proprement parler mais des barrières permettant de l'éviter : masque filtrant, boite à gant ventilée, etc.

## Aspects réglementaires
La prise de conscience du danger d’une exposition excessive aux rayonnements ionisants a amené les autorités à fixer des normes réglementaires pour les limites de dose radiative. Ces limites correspondent à un risque supplémentaire minime par rapport au risque naturel, ce qui le rend donc acceptable, les valeurs de ces limites réglementaires par conséquent ne prennent pas en compte l'exposition naturelle.

### Organismes internationaux
- Depuis 1928, la Commission internationale de protection radiologique (CIPR) rassemble des médecins, physiciens, biologistes… de tous pays. Cette société savante statutairement indépendante émet des avis précieux en matière de radioprotection, pour les réglementations propres à chaque État.
- Depuis 1955, le Comité scientifique des Nations Unies pour l'étude des effets des rayonnements ionisants (UNSCEAR), qui réunit des scientifiques représentant 21 États, a été créé au sein de l’ONU pour évaluer les niveaux et les effets de l’exposition aux rayonnements ionisants et leurs conséquences biologiques, sanitaires et environnementales. Les rapports de l'UNSCEAR, publiés tous les quatre à cinq ans, constituent des sommes exhaustives de milliers de références bibliographiques. Ils servent de bases aux travaux de la CIPR.

### Au niveau européen
L’Union européenne, au travers d'Euratom, reprend les avis de l'UNSCEAR et les recommandations de la CIPR dans ses propres normes ou directives.
Les limites légales de radioprotection donnent :
| Travailleurs (hors situations d'urgence) | Travailleurs (hors situations d'urgence)                                                                                          | Public                      | Public                                                                                |
| Dose efficace                            | Dose équivalente | Dose efficace               | Dose équivalente                                                                      |
| 100 mSv sur 5 ans                        | Cristallin : 20 mSv sur 12 mois glissants Peau (1 cm2) : 500 mSv sur 12 mois glissants Extrémités : 500 mSv sur 12 mois glissants | 1 mSv sur 12 mois glissants | Cristallin : 15 mSv sur 12 mois glissants Peau (1 cm2) : 50 mSv sur 12 mois glissants |

Le législateur divise par 10 ou 20 les doses admissibles des travailleurs pour la population car il considère que celle-ci comporte des sujets de tous âges, de tous états de santé et qui ne sont pas si bien suivis médicalement…
Ces directives doivent être transcrites dans les législations de chacun des pays membres qui peuvent également fixer une limite annuelle pour les travailleurs.
La limite de 1 mSv/an pour le public ne concerne pas l'irradiation naturelle ni l'irradiation à des fins médicales. Cette limite porte donc spécifiquement sur l'irradiation (non-médicale) d'origine artificielle, d'où l'on peut déduire d'autres règles de protection : épaisseurs des écrans à placer autour d'installations émettant des rayonnements ionisants, règles de zonage des installations nucléaires, etc.

### En France
En France, la radioprotection est définie par la loi comme « la protection contre les rayonnements ionisants, c'est-à-dire l'ensemble des règles, des procédures et des moyens de prévention et de surveillance visant à empêcher ou à réduire les effets nocifs des rayonnements ionisants produits sur les personnes, directement ou indirectement, y compris par les atteintes portées à l'environnement ». Pour le Code de la santé publique, c'est l'« ensemble de mesures destinées à assurer la protection sanitaire de la population et des travailleurs au regard de l’exposition aux rayonnements ionisants. Elle satisfait les trois principes fondamentaux que sont la justification, la limitation et l'optimisation ». 
Elle relève de l'Autorité de sûreté nucléaire et de radioprotection (ASNR) qui est une autorité administrative indépendante, depuis le 1er janvier 2025, à la suite de la loi du 21 mai 2024 sur la fusion de l'ASN et de l'IRSN. Cette dernière entité est placée sous la tutelle conjointe de différents ministères.
Les établissements détenant une source de rayonnements ionisants sont astreints à l'application du code de la santé publique et du code du travail.
Les limites annuelles de dose efficace en vigueur, fixées par le décret du 31 mars 2003, transposent en droit français la directive Euratom 96/29, soit :
- pour le public : 1 mSv/12 mois glissants (cela ne concerne pas l'exposition médicale) ;
- pour les travailleurs : 20 mSv/12 mois glissants (cette limite est plus restrictive que la limite européenne à 100 mSv par périodes de 5 ans).

Par ailleurs, les femmes enceintes ne doivent pas dépasser 1 mSv au niveau de l'abdomen, le fœtus étant considéré comme protégé par les mêmes limites que le public. Ainsi, dès qu'une travailleuse a déclaré sa grossesse, elle est exclue des travaux nécessitant une catégorisation A. De même, la femme allaitante doit être exclue de tous les travaux à risque de contamination. Enfin les travailleurs mineurs ne doivent également pas dépasser 3/10 des limites et les personnes en contrat à durée déterminée ou en contrat intérimaire ne peuvent pas être soumis à un débit de dose supérieur à 2 mSv/h.
« SISERI » (Système d'information de la surveillance de l'exposition aux rayonnements ionisants) est l'outil national de gestion des données dosimétriques d'exposition des travailleurs à la radioactivité. Géré par l'IRSN il doit garantir une traçabilité et mémorisation des doses reçues par chaque travailleur durant sa vie professionnelle, et comprend une "carte de suivi médical" accessible au médecin du travail.

#### Code de la santé publique
Le code de la santé publique fixe entre autres les limites de doses admissibles pour le public.
Il oblige notamment à demander une autorisation, un enregistrement ou à déposer une déclaration pour toute activité pouvant exposer des personnes aux rayonnements ionisants, sauf s'ils émanent d'une source entrant dans un des cas d'exemption. Ces cas concernent par exemple les sources radioactives d'activité inférieure aux seuils d'exemption internationaux, les générateurs de rayons X de faible tension, sources naturelles non utilisées en raison de leur radioactivité.
L'autorisation existe depuis 1952 pour les sources composées de radionucléides artificiels, c'est-à-dire les sources radioactives dont le contenu n'est pas un produit présent dans les minerais de thorium ou d'uranium. Ces radionucléides dits naturels avaient probablement été exclus car leur représentant principal (le radium) était utilisé depuis plus de trente ans librement et son emploi était déjà sur le déclin : l'époque n'était pas encore axée sur les problèmes de déchets ou la remise en état des sites, la cessation d'utilisation semblant un peu assimilée à la cessation de l'exposition. Les générateurs électriques, notamment industriels, ont eu pendant longtemps un régime uniquement déclaratif.

#### Code du travail
Le code du travail organise la radioprotection dans l'entreprise, par exemple, les limites de dose, le suivi dosimétrique des travailleurs exposés ou le balisage des zones d'expositions (notions de zones contrôlées, zones surveillées…).
Les premiers textes applicables remontent à 1934, à la suite des problèmes de santé qui se sont révélés dans les années 1920 pour les médecins radiologues ou les ouvriers de certains secteurs comme l'horlogerie. Des révisions majeures ont été faites en 1967 et 1986 (création de la personne compétente en radioprotection avec formation « diplômante »).
La refonte du 31 mars 2003 concerne :
- la personne compétente en radioprotection (PCR)[12]. sous la responsabilité de l'employeur, elle est nommée par ce dernier après avoir suivi avec succès une formation en radioprotection. Dans le cas d'une Installation Nucléaire de Base (INB), elle doit obligatoirement faire partie des effectifs de l'entreprise ; pour les entreprises extérieures et les professionnels de santé équipés de générateurs à rayons X (Radiologues, chirurgiens dentistes[13], rhumatologues et les vétérinaires), la PCR peut être sous traitée. Son rôle est de coordonner et mettre en application les différents aspects de la protection des travailleurs, du public et de l'environnement :
  - définition des zones radiologiques ;
  - information et formation du personnel intervenant sous rayonnement ionisant ;
  - participation à l'élaboration des fiches de poste avec le médecin du travail ;
  - définition des objectifs de dose (collective et individuelle) et suivi de la dosimétrie ;
  - interlocuteurs internes : CHSCT, médecin du travail, chef d'établissement, personnel ...
  - interlocuteurs externes : principalement l'ASN (dans le cadre des inspections), l'IRSN (dans le cadre de détention des sources, générateurs de rayonnements et gestion de la dosimétrie), la DDASS ;
- l'aménagement des locaux de travail[14]. Deux types de zones doivent être définies et correctement délimitées autour des sources de rayonnements ionisants par le chef d'établissement :
  - une zone surveillée si le travailleur risque de recevoir une dose efficace supérieure à 1 mSv ou une dose équivalente supérieure à un dixième des limites annuelles. Le port d'une dosimètrie réglementaire (dosimètre passif actuellement) est obligatoire ;
  - une zone contrôlée si le travailleur risque de recevoir une dose efficace supérieure à 6 mSv ou une dose équivalente supérieure à trois dixièmes des limites annuelles. Le port des dosimètries passive et opérationnelle sont obligatoires et l'accès n'est autorisée qu'aux personnes ayant reçu une information préalable ;
- les travailleurs soumis aux rayonnements ionisants. Une fiche d'exposition doit être établie par le chef d'établissement en fonction de l'étude du poste du travailleur. Un suivi médical doit être réalisé incluant au moins une visite médicale annuelle. De plus, dans les situations normales de travail, ils sont classés en deux catégories par le chef d'établissement après avis du médecin du travail :
  - catégorie A pour les travailleurs susceptibles de recevoir une dose efficace de plus de 6 mSv par an ou une dose équivalente supérieure aux trois dixièmes des limites annuelles ;
  - catégorie B pour les autres travailleurs.

Des modifications importantes sont apportés au code du travail en 2018, créant notamment la notion de conseiller en radioprotection, qui reprend et élargit les anciennes missions de la personne compétente en radioprotection.

### Plan de surveillance de l'alimentation
Ce plan (imposé par l’Europe pour quelques contaminants dont plomb, mercure, cadmium) est reconduit chaque année (mis en œuvre avec l'IRSN pour la partie concernant la recherche et le dosage de radionucléides). Le ministère de l’agriculture rappelle que « les résultats obtenus sont autant de données indispensables à l'évaluation de l'exposition du consommateur, qui doit se faire dans le cadre de l'analyse de risque menée dans une optique de révision des teneurs retenues dans le règlement européen post-accidentel (règlement (Euratom) n°3954/87) ».
À titre d'exemple, en 2010, le plan de surveillance annuel n'a pas inclus d'analyses à grande échelle ni d’analyses d’échantillons en nombre statistiquement significatif. Seuls 683 échantillons ont été étudiés pour toute la France, dont une grande partie par des moyens dont les limites de quantification n’ont pas permis de mesure. Ces mesures ont toutefois confirmé que pour les échantillons alimentaires dont la radioactivité dépassait la limite de quantification, la bioaccumulation et teneur en radionucléides semble être la plus élevée dans le gibier (forestier probablement). La radioactivité a en 2010 été mesurée dans quelques échantillons de viande d'animaux chassés (le ministère de l'Agriculture ne précise pas chez quelles espèces ni dans quels organes) ; Elle était en 2010 en moyenne de 12,43 Bq/kg pour le gibier, soit 113 fois plus que la moyenne pour la viande bovine cette même année (établie à 0,114 Bq/kg, radioactivité équivalente à celle trouvés dans le groupe crustacés/mollusques qui était de 0,133 Bq/kg). 
Concernant les maxima : cette même année 2010, l’échantillon de gibier le plus contaminé (parmi ces mêmes quelques prélèvements aléatoires) présentait une radioactivité de 50 Bq/kg, soit 335 fois plus que les 0,149 Bq/kg mesurés pour l’échantillon bovin le plus contaminé).
Améliorer la qualité du travail analytique passe à la fois par l'amélioration du seuil de quantification et par celle du seuil de détection (d'autres critères sont la spécificité, la fidélité, l'exactitude, la linéarité et la stabilité du processus analytique).

## Médicaments
- Comprimés d'iodure
- Radiogardase

#### Physique
- Radioactivité
- Rayonnement ionisant
- Rayonnement gamma
- Rayonnement bêta
- Rayonnement alpha

#### Effets biologiques
- Sievert
- Dose équivalente
- Dose efficace
- Syndrome d'irradiation aiguë
- Effet stochastique
- Effet déterministe
- Échelles et effets de doses de radiation
- Pollution radioactive
- Convention C115 sur la protection contre les radiations